# Albert Hawkins (zapaśnik)
Albert (Arthur) Edward Hawkins (ur. 10 października 1883, zm. 19 grudnia 1961) – brytyjski zapaśnik walczący w stylu klasycznym. Olimpijczyk z Londynu 1908, gdzie zajął dziewiąte miejsce w wadze lekkiej.

## Letnie Igrzyska Olimpijskie 1908
| Konkurencja             | Rundy eliminacyjne        | Rundy eliminacyjne   | Klas. końcowa |
| Konkurencja             | 1/16                      | 1/8                  | Miejsce       |
| ----------------------- | ------------------------- | -------------------- | ------------- |
| 66,6 kg styl klasyczny. | Christian Carlsen (DEN) Z | Ödön Radvány (HUN) P | 9.            |